# Tiếng Đức chuẩn Đức
Tiếng Đức chuẩn Đức, tiếng Đức chuẩn tại Đức, hoặc tiếng Thượng Đức Đức là phương ngữ tiếng Đức chuẩn được sử dụng ở Đức. Đây là biến thể của tiếng Đức chuẩn thường được dạy cho người nước ngoài. Nó không đồng nhất, có nghĩa là nó có sự thay đổi đáng kể theo khu vực. Tiếng Đức chuẩn Đức khác biệt với tiếng Đức chuẩn Áo và tiếng Đức chuẩn Thụy Sĩ ở hầu hết các khía cạnh (ngữ âm, âm vị học, chính tả, hình thái học, cú pháp, ngữ nghĩa và ngữ dụng), nhưng rõ ràng nhất là trong từ vựng. Anthony Fox cho rằng tiếng Anh-Anh có độ chuẩn hóa cao hơn tiếng Đức chuẩn Đức.

## Văn liệu
- Dürscheid, Christa; Giger, Nadio (2010), "Variation in the case system of German – linguistic analysis and optimality theory" (PDF), trong Lenz, Alexandra N.; Plewnia, Albrecht (biên tập), Grammar between Norm and Variation, Frankfurt am Main: Peter Lang, ISBN 978-3-631-61004-6, Bản gốc (PDF) lưu trữ ngày 23 tháng 9 năm 2015, truy cập ngày 4 tháng 11 năm 2020
- Fox, Anthony (1990), The Structure of German, New York: Oxford University Press, Inc., ISBN 978-0-19-815821-9
- Horvath, Barbara M.; Vaughan, Paul (1991), Community languages: a handbook, Multilingual Matters, Multilingual Matters, ISBN 978-1853590917
- Russ, Charles (1994), The German Language Today: A Linguistic Introduction, London: Routledge, ISBN 978-0-203-42577-0
- Sanders, Ruth H. (2010), German: Biography of a Language: Biography of a Language, New York: Oxford University Press, Inc., ISBN 978-0-19-538845-9

Bản mẫu:Ngôn ngữ tại Đức